# Matilda Cuomo
Matilda Cuomo, nata Mattia Raffa (New York, 16 settembre 1931), è un avvocato e attivista statunitense, impegnata nella difesa delle donne e dei bambini, ex First Lady di New York dal 1983 al 1994 e matriarca della famiglia Cuomo. È la vedova del Governatore di New York Mario Cuomo e madre di Andrew Cuomo, anch'egli Governatore di New York prima di dimettersi nell'agosto 2021 e dell'ex presentatore della CNN Chris Cuomo. Fondatrice del gruppo di difesa dei bambini Mentoring USA, la Cuomo è stata inserita nella National Women's Hall of Fame nel 2017.

## Primi anni e formazione
Mattia Cuomo nacque a New York da Mary (nata Gitto) Raffa (morta nel 1995) e Carmelo "Charles" Raffa (morto nel 1988), immigrati negli Stati Uniti dalla Sicilia. Dopo essere arrivato negli Stati Uniti nel 1927, suo padre Charles lavorò per creare la sua azienda, producendo scaffali per supermercati e unità di refrigerazione e successivamente investì nel settore immobiliare. Cuomo era il terzo di cinque figli, con i fratelli maggiori Frank e Sam e il fratello minore Joseph e la sorella Nancy.
La madre di Cuomo tentò di iscrivere la figlia all'asilo in una scuola elementare di Brooklyn. Tuttavia, la direttrice e l'addetto alla registrazione della scuola respinsero entrambe le iscrizioni perché la madre all'epoca parlava solo italiano. Anni dopo la Cuomo ricordò che l'addetto alla registrazione urlò a sua madre: "Porta la signora Raffa fuori di qui e dille che potrà tornare quando saprà parlare inglese". Durante la scuola elementare, gli insegnanti di Raffa la chiamavano Matilda, piuttosto che il suo nome di nascita, che era Mattia, che lei accettò inizialmente per paura. Il nome è rimasto e da allora ha sempre usato Matilda.
Frequentò la Midwood High School; studentessa capace, accettata al Columbia Teachers College, al Brooklyn College e all'Hunter, fu persuasa dalla famiglia a frequentare una scuola più vicina a casa, per timori legati alla sua sicurezza. Proseguì gli studi di didattica presso la St. John's University nel Queens, laureandosi nel 1954 presso il St. John's Teachers College.
Matilda Raffa Cuomo incontrò Mario Cuomo nel 1951 nella caffetteria della St. John's University nel Queens, dove entrambi erano iscritti a scuola. La coppia si sposò il 5 giugno 1954. La Cuomo lavorò come insegnante e mantenne il marito mentre lui completava la scuola di legge alla St. John's, laureandosi con un Juris Doctor nel 1956. Definita “una delle grandi storie d'amore”, la loro stretta collaborazione pubblica e privata è durata 61 anni, fino alla morte del marito nel 2015.

## Traguardi di rilievo
Matilda Cuomo ha ricoperto il ruolo di First Lady dello Stato di New York, dove è stata molto attiva nel difendere le donne, i bambini e le famiglie. Ha creato iniziative che hanno fatto da mentore per i bambini a rischio, ha facilitato la ricerca di case a lungo termine per i bambini in affidamento e ha rafforzato le famiglie attraverso l'istruzione, compresi i programmi di nutrizione e immunizzazione. La Cuomo ha fondato il New York State Mentoring Program nel 1984 con l'obiettivo di creare opportunità di tutoraggio individuale per bambini e giovani adulti. Il programma, gestito dallo Stato, ha servito oltre 10.000 studenti ed è stato attivo con Cuomo come presidente fino al 1995. Dopo che il programma dello Stato di New York venne interrotto, la signora Cuomo trasferì l'iniziativa a Mentoring USA, un'organizzazione no-profit internazionale per la difesa dell'infanzia, che si occupa di creare relazioni di tutoraggio per i giovani di età compresa tra i 7 e i 21 anni. Il programma Mentoring dello Stato di New York è stato ripristinato nel 2015. Ha inoltre presieduto l'iniziativa New York State Decade of the Child.
Per sostenere i suoi sforzi a favore del tutoraggio, la Cuomo ha realizzato e curato il libro "La persona che ha cambiato la mia vita: Prominent Americans Recall Their Mentors”, il cui ricavato è stato devoluto all'organizzazione no-profit Mentoring USA. Il suo libro sulla formazione, pubblicato per la prima volta nel 1999, è stato ristampato nel 2002 e nel 2012 con una prefazione di Hillary Clinton e successivamente registrato come audiolibro nel 2016. I saggi personali sul tutoraggio di Joe Torre, Rosie O'Donnell, Dr. Mehmet Oz, Nora Ephron, il Generale Colin Powell e Cory Booker sono compresi nel suo libro. È anche apparsa all'Oprah Winfrey Show per parlare del suo lavoro a sostegno dei programmi di tutoraggio.
Ha copresieduto la Commissione del Governatore sull'assistenza all'infanzia e ha presieduto la Task Force dei cittadini di New York sulla prevenzione dell'abuso e della negligenza infantile. Ha guidato il ruolo di New York nel Vertice Mondiale delle Nazioni Unite per i Bambini nel 1990 e la ratifica da parte degli Stati Uniti della Convenzione ONU sui Diritti del Bambino.

## Premi e riconoscimenti
La Cuomo ha conseguito numerosi riconoscimenti per il suo lavoro di tutta la vita come educatrice e sostenitrice delle donne, dei bambini e delle famiglie. Nel 1994 le è stato conferito il premio International Fellowship Hall of Fame dalla Coalition for Italo-American Associations, in onore dei suoi sforzi umanitari come sostenitrice dei bambini.
Nel 2010 ha conseguito il Lewis Avenue Alumni Legacy Award della St. John's University.
Nel 2011 è stata premiata con il Champion for New York's Children and Families Award dalla Maternity and Early Childhood Foundation di Albany, New York.
Nel 2016 è stata onorata in occasione del 75º Anniversario della Midwood High School.
Ha ricevuto il primo Liberty Partnerships Program Lifetime Achievement Award nel 2017 per il suo lavoro volto a migliorare la vita dei bambini di New York attraverso l'istruzione e il mentoring. Nel 2017 è stata inserita nella National Women's Hall of Fame.

## "Matilda's Law"
Il 20 marzo 2020 suo figlio, il Governatore di New York Andrew Cuomo, ha annunciato un ordine di tutela per le persone di età superiore ai 70 anni dello Stato, in risposta all'epidemia di COVID-19. L'ha chiamata "Legge “Matilda” in onore di sua madre e ha fatto appello a tutti i cittadini affinché pensino alle loro madri e rispettino le restrizioni.

## Vita privata
Matilda Cuomo e il suo defunto marito Mario hanno avuto cinque figli, le figlie Margaret, Maria e Madeline e i figli Andrew e Christopher. Il figlio maggiore, Andrew Cuomo, è stato il 56º governatore di New York fino alle sue dimissioni e la figlia Maria Cuomo Cole è produttrice dei film Newtown e The Invisible War. Il figlio minore è il giornalista Chris Cuomo, mentre la figlia Margaret Cuomo è un medico specializzato in radiologia.